# 1587
- Wikisource

| Calendário gregoriano                                                        | 1587 MDLXXXVII                      |
| Ab urbe condita                                                              | 2340                                |
| Calendário arménio                                                           | 1036 – 1037                         |
| Calendário bahá'í                                                            | -257 – -256                         |
| Calendário budista                                                           | 2131                                |
| Calendário chinês                                                            | 4283 – 4284 Início a 7 de fevereiro |
| Calendário copta                                                             | 1303 – 1304                         |
| Calendário etíope                                                            | 1579 – 1580                         |
| Calendários hindus - Vikram Samvat - Calendário nacional indiano - Cáli Iuga | 1642 – 1643 1508 – 1509 4687 – 4688 |
| Calendário Holoceno                                                          | 11587                               |
| Calendário islâmico                                                          | 995 – 996                           |
| Calendário judaico                                                           | 5347 – 5348                         |
| Calendário persa                                                             | 965 – 966                           |
| Calendário rúnico                                                            | 1837                                |
| Calendário solar tailandês                                                   | 2130                                |

1587 (MDLXXXVII, na numeração romana)  foi um ano comum do século XVI do actual Calendário Gregoriano, da Era de Cristo, e a sua letra dominical foi D (53 semanas), teve início a uma quinta-feira e terminou também a uma quinta-feira.
| Ano completo                        |
| ----------------------------------- |
| Ano comum com início à quinta-feira |

## Eventos
- Sir Walter Raleigh organiza a colónia da Virgínia, no Novo Mundo.
- 2 de Junho - Ataque à ilha das Flores, Açores por corsários ingleses.
- Naufrágio na Baía de Angra do galeão português Santiago capitaneado por Francisco Lobato Faria e provindo de Malaca. Perdeu a amarra, salvando-se a gente e a fazenda.[1]
- Naufrágio na Baía de Angra de uma nau espanhola que provinha do Novo Mundo. Foi salva a carga de ouro e prata num valor que na altura somou um total de 56 000 escudos.

## Nascimentos
- 6 de Janeiro – Conde-Duque de Olivares, nobre espanhol (m. 1645).
- 13 de Dezembro - Emmanuel Stupanus, foi médico e professor da Universidade de Basileia (m. 1664).

## Mortes
- 8 de Fevereiro - Maria Stuart, Rainha da Escócia (executada).

## Epacta e idade da Lua
| Epacta gregoriana | 21      |
| Idade da Lua      | Letra B |